# به‌لیمو

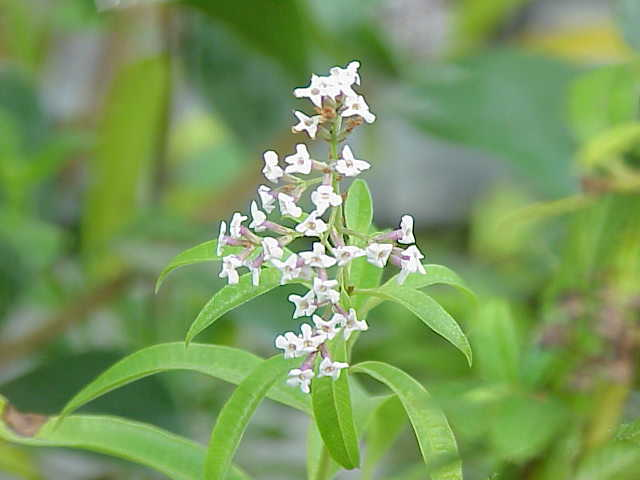
به‌لیمو

به‌لیمو (نام علمی: Aloysia citrodora) گونه‌ای از گیاهان گل‌دار از خانواده شاه‌پسندیان، بومی آمریکای جنوبی بوده و به‌طور طبیعی رویش آن در آرژانتین، شیلی و پرو گزارش شده‌است و از آن‌جا به سایر نقاط جهان از جمله ایران رفته‌است و در باغ‌ها کشت می‌شود. برگ‌های به‌لیمو در موقع لمس کردن، زبر هستند و اگر مالش داده شوند بویی مانند بوی لیمو از آن می‌آید.
به‌لیمو در قرن هفدهم، توسط دانشمند ایتالیایی Augustin Lippi به اروپا برده شد و این گیاه به افتخار او نام‌گذاری گردید.

## ویژگی‌ها
این گیاه، درختچه‌ای و چندساله است و تا ارتفاع ۲ تا ۳ متر رشد می‌کند. دارای برگ‌های ساده سرنیزه‌ای به طول ۷ تا ۱۰ سانتی‌متر با قاعدهٔ گره‌ای و عموماً به‌صورت دسته‌های سه‌تایی در هر گره است. گل‌آذین انتهایی و به‌صورت خوشه‌های باریک، جام گل کوچک و به‌طور مشخص واجد دو لب، ارغوانی کم‌رنگ، میوهٔ هستکی و دارای ۲۱ عدد بذر است.
به‌لیمو درختچه‌ای پایا است که در مناطق گرمسیر همیشه‌سبز است ولی در مناطق سرد در زمستان برگ‌های خود را از دست می‌دهد. بیضی شکل و نوک تیز بوده و ۳ تا ۴ برگ از یک نقطه ساقه منشعب می‌شود. رنگ داخل جام آن آبی مایل به بنفش و خارج آن سفید است و به صورت سنبله‌های متعدد در قسمت انتهای ساقه ظاهر می‌شود.

## کاربردها
از برگ‌های لیمو برای افزودن طعم لیمو به غذاهای دریایی و مرغ، سس سالاد، مربا، پودینگ، ماست یونانی و نوشیدنی‌ها استفاده می‌شود. از به‌لیمو برای تهیهٔ دم‌نوش‌های گیاهی و به‌عنوان طعم‌دهندهٔ لیکور استفاده می‌شود. از این گیاه در طب سنتی استفاده می‌شود. در گذشته، از اسانس برگ‌های این گیاه در صنعت عطرسازی استفاده می‌شد، اما دارای ویژگی حساسیت‌زایی پوست و سمیت نوری است. در کشورهای اتحادیه اروپا، استفاده از اسانس نوع سرخابی به‌لیمو (Lippia citriodora Kunth) و مشتقات آن، در تهیهٔ عطر، ممنوع است.
در بیماران دچار نارسایی کلیوی و همچنین در دوران آبستنی و شیردهی باید از مصرف زیاد به‌لیمو اجتناب کرد. استفاده موضعی به‌لیمو ممکن است باعث حساسیت پوستی شود. برگ و اسانس به‌لیمو را باید دور از نور، در جای خنک و سربسته نگهداری کرد. از فراورده‌های موجود در بازار آن می‌توان به چای ورون اشاره کرد.

## ترکیبات شیمیایی گیاهی
روغن و اسانس به‌لیمو، حاوی سیترال، نرول، ورباسکوزید و ژرانیول هستند. این گیاه دارای چندین فیتوکمیکال است که ممکن است به‌عنوان سوبسترا برای آنزیم‌های متابولیزه‌کنندهٔ داروها عمل کرده و باعث تداخل دارویی شوند. با این‌حال، اسانس به‌لیمو به‌طور کلی توسط سازمان غذا و داروی آمریکا به‌عنوان یک طعم‌دهنده و افزودنی مجاز ایمن شناخته می‌شود.

## کِشت و تکثیر

### تکثیر
گیاه به‌لیمو از طریق قلمه زدن یا خوابانیدن قابل تکثیر است. می‌توان تعدادی قلمه ۱۰ تا ۱۵ سانتی جدا شده از یک درختچهٔ به‌لیمو را در یک لیوان آب قرار داد که پس از ۱۵ روز ریشه‌ها ظاهر می‌شوند، وقتی که ریشه‌ها حداقل به طول ۵ سانتی‌متر رسیدند، قلمه‌ها در خاک مناسب کاشته می‌شوند.

### نگهداری از گیاه به‌لیمو
به‌لیمو درختچه‌ای خزان‌پذیر است که ارتفاع آن به حدود ۳ متر می‌رسد. گیاه به‌لیمو در آپارتمان و باغ و باغچه قابلیت پرورش و نگهداری دارد. بوتهٔ به‌لیمو در برابر سرما مقاوم است اما در برابر یخ‌زدگی باید محافظت شود. به‌منظور جلوگیری از یخ زدن گیاه آن را با کاور پلاستیکی مناسب بپوشانید یا آن را به محل گرمی منتقل کنید. درختچهٔ به‌لیمو به‌دلیل رشد زیاد ریشه و ارتفاع، به گلدان بزرگ نیاز دارد. گلدان به قطر حدود ۴۰ سانتی‌متر گزینهٔ مناسبی برای رشد گیاه به‌لیمو است. گیاه به‌لیمو به آبیاری منظم نیاز دارد و همچنین خاک سبک مخلوطی از پرلیت + ماسه و خاک باغچه و نور در مکان نیمه‌آفتابی مناسب این گیاه است.
با توجه به این‌که گیاه به‌لیمو رشد زیادی دارد و برگ‌های آن زیاد می‌شود، برای حفظ رنگ برگ‌ها و رشد مناسب، تغذیهٔ آن باید با کود نیتروژن‌دار NPK انجام شود. میزان تغذیه بر اساس مشخصات کود خریداری‌شده از بازار صورت پذیرد.